# Viceré di Sicilia
I Viceré di Sicilia erano i reggenti del governo del Regno di Sicilia in luogo dei re spagnoli che acquisirono il titolo di Re di Sicilia dal 1412 al 1759. Nel 1806 Ferdinando III di Sicilia, stabilitosi nell'isola, abolì la carica e istituì in sua vece quelle di luogotenente e capitano generale.

## Storia
Dopo la morte nel 1410 del re Martino il Vecchio si aprirono alcuni anni di interregno e la Sicilia fu gestita dalla regina Bianca (seconda moglie di Martino il Giovane a sua volte re consorte della regina Maria di Sicilia) sotto la tutela dei sovrani aragonesi: a causa del compromesso di Caspe la Sicilia, infatti, non fu più un regno indipendente ma il titolo di Re di Sicilia fu acquisito dal sovrano della corona d'Aragona. Massima istituzione, in luogo del re, era pertanto il viceré, nominato dal consiglio di Stato, presieduto dal re, su proposta del Supremo Consiglio d'Italia.
I viceré erano spesso spagnoli o comunque non siciliani, anche se non mancarono nel corso dei secoli anche viceré nativi dell'isola.
Questi a loro volta potevano nominare, probabilmente sentiti il re e i vertici delle magistrature siciliane, un presidente del regno, cioè un proprio vicario facente funzioni viceregie in caso di impedimento, prolungata assenza o malattia, e che presiedeva il parlamento dell'isola. I presidenti furono generalmente siciliani ed erano scelti tra i più prestigiosi personaggi ecclesiastici o nobili.
A intervalli la figura del viceré si manterrà fino all'inizio del XIX secolo.

## Elenco
L'epoca dei viceré di Sicilia prese avvio con il Compromesso di Caspe del 1412: la Corona d'Aragona (e così quella di Sicilia) fu affidata a Ferdinando el de Antequera, della casa di Trastámara.

### Trastámara
- Tutrice del regno: Bianca di Navarra (1412-1415)

#### Viceré di Ferdinando I di Sicilia (1412-1416)

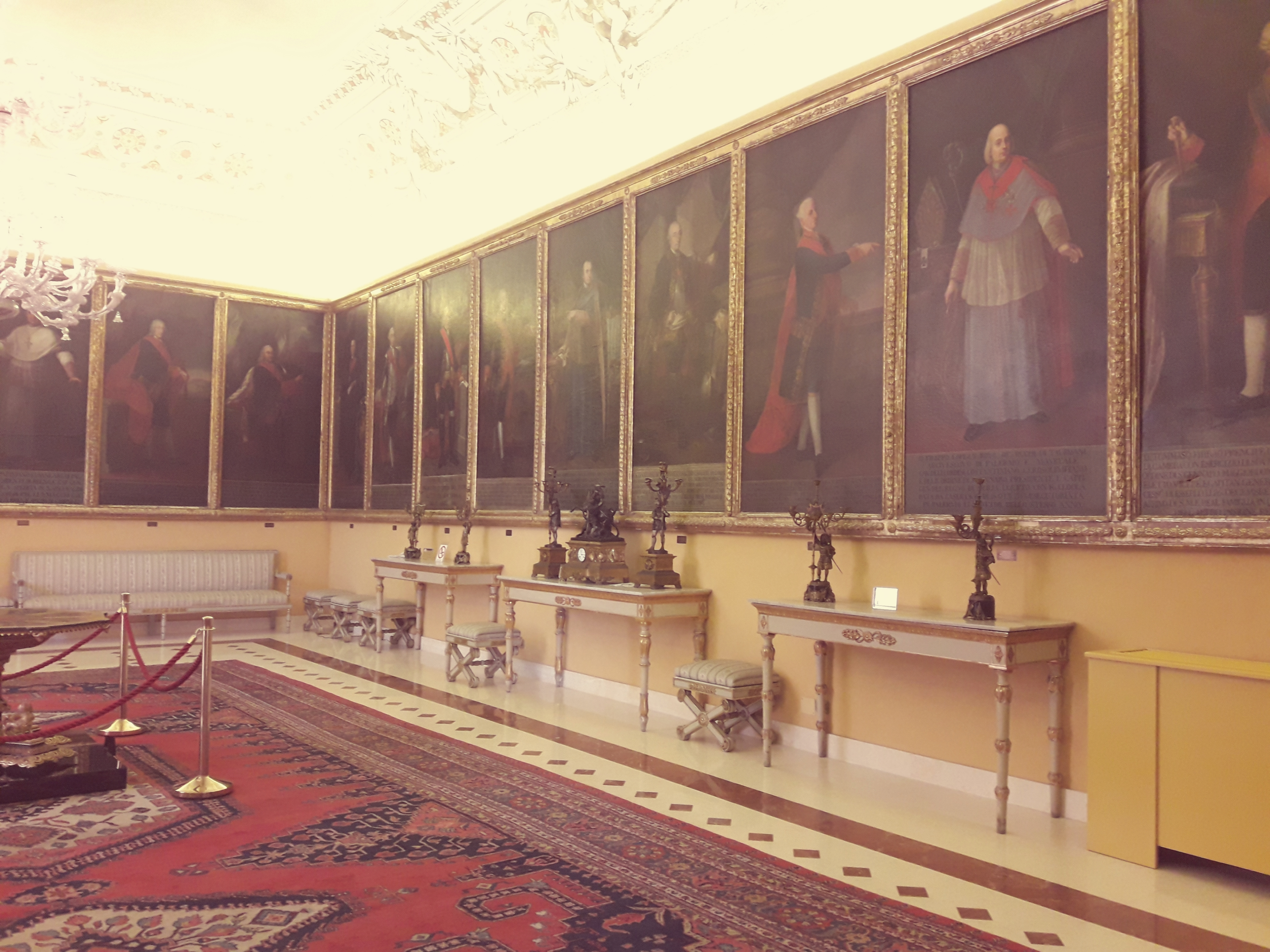
Ritratti di alcuni viceré del Regno di Sicilia a Palazzo dei Normanni, a Palermo

- 1415 - Principe ereditario Giovanni, duca di Peñafiel, figlio di Ferdinando I di Sicilia (I d'Aragona) e futuro Giovanni II

#### Viceré di Alfonso di Sicilia (1416-1458)
Di seguito, l'elenco dei viceré e dei presidenti del regno di re Alfonso di Sicilia (V d'Aragona):
- 1416-19 - Domingo Ram y Lanaja, vescovo di Lerida, e Antonio de Cardona
- 1419-21 - Antonio de Cardona, Martino de Turribus e Ferdinando Velasquez
- 1421-23 - Arnaldo Ruggero IV di Pallars Sobirà, Giovanni de Podio e Nicolò Castagna (poi sostituito da Ferdinando Velasquez nel 1422)
- 1423-29 - Niccolò Speciale (subordinato a Pietro d'Aragona, duca di Noto)
- 1429-30 - Guglielmo Montagnans e Niccolò Speciale (subordinati all'infante e viceré Pietro d'Aragona)
- 1430-31 - Guglielmo Montagnans e Niccolò Speciale (subordinati al viceré Giovanni I Ventimiglia)
- 1431-32 - Giovanni I Ventimiglia, conte di Geraci e grande ammiraglio[1]
- 1432 - "regio consiglio" formato da sette alti magistrati
- 1432-35 - Pietro Felice e Adamo Asmundo, presidenti
- 1435-39 - Ruggero Paruta
- 1439-40 - Bernardo Requesens
- 1440-41 - Giliberto Centelles e Battista Platamone
- 1441-43 - Raimondo Perellos
- 1443-59 - Lope III Ximénez de Urrea y de Bardaixi

Presidenti del regno
- 1429-32 - Guglielmo Raimondo IV Moncada
- 1432-35 - Pietro Felice e Adamo Asmundo (con funzioni di viceré)
- 1435-46 - Battista Platamone
- 1446-49 - Antonio Rosso conte di Sclafani
- 1449-52 - Adamo Asmundo, Pietro Speciale, Calcerano de Corbera, Gualtiero Paternò e Giovanni Abbatelli Chiaramonte
- 1452-53 - Antonio Rosso, conte di Sclafani
- 1453-56 - Simone Beccadelli di Bologna, arcivescovo di Palermo
- 1456-59 - Antonio Rosso, conte di Sclafani

#### Viceré di Giovanni di Sicilia (1458-1479)
Di seguito, l'elenco dei viceré e dei presidenti del regno di re Giovanni di Sicilia (II di Aragona):
- 1459 - Juan de Moncayo y Coscón
- 1459-62 - Lope III Ximénez de Urrea y de Bardaixi
- 1462-63 - Guglielmo Raimondo Moncada Esfonellar, conte di Adernò
- 1463-65 - Bernardo de Requesens
- 1465-75 - Lope III Ximénez de Urrea y de Bardaixi
- 1475-77 - Guglielmo Peralta e Guglielmo Pujades
- 1477-78 - Giovanni Raimondo Cardona, conte di Prades

Presidenti del Regno
- 1475 - Giovanni Tommaso Moncada, conte di Adernò
- 1478 - Giovanni Tommaso Moncada, conte di Adernò

#### Viceré di Ferdinando II di Sicilia (1479-1516)
Di seguito, l'elenco dei viceré e dei presidenti del regno di re Ferdinando II di Sicilia (II d'Aragona):
- 1479-83 (primo mandato); 1485-88 (secondo mandato) - Gaspare de Spes[2]
- 1488-94 - Fernando de Acuña y de Herrera, conte di Buendía[3]
- 1498-1506 - Juan de Lanuza y Pimentel
- 1506-09 - Raimondo Cardona, XII barone di Bellpuig[4]
- 1509-16 - Hugo de Moncada[5]

Presidenti del Regno
- 1483 - Raimondo Santapau e Giovanni Valguarnera, barone di Asaro
- 1487 - Raimondo Santapau e Juliano Centelles
- 1494 - Giovan Tommaso Moncada, conte di Adernò
- 1495 - Juan de Lanuza y Garabito
- 1506 - Giovanni Paternò, arcivescovo di Palermo
- 1509 - Giovan Tommaso Paternò e Guglielmo Raimondo Moncada
- 1512 - Bernardo Bologna, arcivescovo di Messina
- 1516 - Simone Ventimiglia de Luna, marchese di Geraci e Matteo Santapau, marchese di Licodia
- 1516-17 - Giovanni Vincenzo de Luna, conte di Caltabellotta

### Asburgo (XVI secolo)

#### Viceré di Carlo II di Sicilia (1516-1556)
Di seguito, l'elenco dei viceré e dei presidenti del regno di re Carlo II di Sicilia (I d'Aragona, I di Castiglia, V imperatore):
- 1517-35 - Ettore Pignatelli, I duca di Monteleone (luogotenente dal 1517; viceré dal 1518)[6]
- 1535-46 - Ferrante Gonzaga, I conte di Guastalla[7]
- 1547-57 - Juan de Vega[8]

Presidenti del Regno
- 1522 - Camillo Pignatelli, conte di Borrello e Giovanni Alliata, barone di Castellammare
- 1526 - Enrique de Cardona, arcivescovo di Monreale
- 1535 - Simone Ventimiglia, marchese di Geraci
- 1536 - Juan de Moncada, conte di Aitona
- 1538 - Arnaldo Albertino, vescovo di Patti
- 1539 - Giovanni Aragona Tagliavia, marchese di Terranova
- 1540 - Ponzio Santapau, marchese di Licodia
- 1541 - Simone Ventimiglia, marchese di Geraci
- 1542 - Alfonso de Cardona, conte di Chiusa e di Giuliana
- 1544 - Giovanni Aragona Tagliavia, marchese di Terranova
- 1546 - Ambrogio Santapau, marchese di Licodia
- 1550 - Ferdinando de Vega

### Asburgo di Spagna

#### Viceré di Filippo I di Sicilia (1556-1598)
Di seguito, l'elenco dei viceré e dei presidenti del regno di re Filippo I di Sicilia (II di Spagna), primo rappresentante degli Asburgo di Spagna:
- 1557-65 - Juan de la Cerda, IV duca di Medinaceli[9]
- 1565-68 - García Álvarez de Toledo y Osorio, IV marchese di Villafranca del Bierzo[10]
- 1568-71 - Francesco Ferdinando d'Avalos, VII marchese di Pescara[11]
- 1571-77 - Carlo d'Aragona Tagliavia, principe di Castelvetrano, I duca di Terranova[12]
- 1577-84 - Marcantonio II Colonna, I principe e III duca di Paliano[13]
- 1585-92 - Diego Enríquez de Guzmán y de Toledo, V conte di Alba de Liste[14]
- 1592-96 - Enrique de Guzmán, II conte di Olivares[15]

Presidenti del Regno
- 1557 - Pietro Tagliavia d'Aragona, arcivescovo di Palermo
- 1558 - Niccolò Maria Caracciolo, vescovo di Catania
- 1559 - Ferdinando Silva, marchese della Favara
- 1565 - Bartolomé Sebastián de Aroitia, vescovo di Patti
- 1565 - Antonio Doria, marchese di Santo Stefano
- 1566 - Bartolomé Sebastián de Aroitia, vescovo di Patti
- 1566 - Carlo d'Aragona Tagliavia, principe di Castelvetrano
- 1571 - Giuseppe Francesco Landriani[16]
- 1571 - Carlo d'Aragona Tagliavia, principe di Castelvetrano e duca di Terranova
- 1582 - Fabrizio Ruffo, principe di Scilla
- 1584 - Juan Alfonso Bisbal, V conte di Briatico[17]
- 1595-98 - Giovanni III Ventimiglia, principe di Castelbuono, marchese di Geraci[18]

#### Viceré di Filippo II di Sicilia (1598-1621)
Di seguito, l'elenco dei viceré e dei presidenti del regno di re Filippo II di Sicilia (III di Spagna):
- 1598-1601 - Bernardino de Cárdenas y Portugal, III duca di Maqueda[19]
- 1602-06 - Lorenzo Suárez de Figueroa y Córdoba, II duca di Feria[20]
- 1606-10 - Juan Fernández Pacheco y Toledo, V duca di Escalona e V marchese di Villena[21][22]
- 1611-16 Pedro Téllez-Girón, III duca di Osuna[23]
- 1616-21 Francisco Domingo Ruiz de Castro, VIII conte di Lemos, I duca di Taurisano[24][25]

Presidenti del Regno
- 1601 - Giorgio Cardenas, marchese di Elci
- 1606 - Giovanni Ventimiglia, principe di Castelbuono
- 1610 - Giovanni Doria, arcivescovo di Palermo (luogotenente del Re)
- 1616 - Giovanni Doria, arcivescovo di Palermo (luogotenente del Re)

#### Viceré di Filippo III di Sicilia (1621-1665)
Di seguito, l'elenco dei viceré e dei presidenti del regno di re Filippo III di Sicilia (IV di Spagna):
- 1622-24 - Emanuele Filiberto di Savoia[26]
- 1624-26 - Giovanni Doria, arcivescovo di Palermo (luogotenente del Re)[27]
- 1626-27 - Antonio Pimentel Enríquez de Guzmán y Toledo, IV marchese di Távara[28]
- 1627-32 - Francisco Fernández de la Cueva, VII duca di Alburquerque[29]
- 1632-35 - Fernando Afán de Ribera y Enríquez, III duca di Alcalá de los Gazules[30]
- 1638-40 - Francisco de Melo, I marchese di Villesca, I marchese di Torrelaguna[31]
- 1639 - Giovanni Doria, arcivescovo di Palermo (luogotenente del Re); secondo mandato
- 1640-41 - Pietro Corsetto, vescovo di Cefalù e Raimondo Cardona (luogotenenti del Re)[32]
- 1641-44 - Juan Alonso Enríquez de Cabrera y Colonna, V duca di Medina de Rioseco[33]
- 1644-47 - Pedro Fajardo de Zúñiga y Requeséns, V marchese di Los Vélez[34]
- 1649-50 - Don Giovanni d'Austria[35]
- 1650-51 - Melchor de Centelles de Borja (luogotenente del Re)
- 1651-55 - Rodrigo Díaz de Vivar Sandoval Hurtado de Mendoza, VII duca dell'Infantado[36]
- 1655-56 - Juan Tellez-Girón y Enríquez de Ribera, IV duca di Osuna[37]
- 1656-57 - Martin de Redin, priore di Navarra (luogotenente del Re)[38]
- 1660-63 - Fernando Antonio de Ayala Fonseca y Toledo, III conte di Ayala[39]
- 1663-65 - Francesco Caetani, VIII duca di Sermoneta[40]

Presidenti del regno
- 1627 - Enrique Enríquez Pimentel y Guzmán, V marchese di Távara[41]
- 1635 - Luigi Guglielmo Moncada La Cerda, principe di Paternò
- 1644 - Giovanni Torresiglia, arcivescovo di Monreale
- 1647 - Luis Francisco Núñez de Guzmán, II marchese di Montalegre[42]
- 1647-48 - Teodoro Trivulzio[43]
- 1651 - Antonio Ronquillo Briceño y Cuevas
- 1651 - Martín de León Cárdenas, arcivescovo di Palermo[44]
- 1656 - Francesco Gisulfo e Osorio, vescovo di Cefalù
- 1657 - Juan Bautista Ortiz de Espinosa (ad interim)
- 1657 - Pietro Martínez y Rubio, arcivescovo di Palermo[45]

#### Viceré di Carlo III di Sicilia (1665-1700)
Di seguito, l'elenco dei viceré di re Carlo III di Sicilia (II di Spagna):
- 1668-70 - Francisco Fernández de la Cueva, VIII duca di Alburquerque[46]
- 1670-74 - Claude Lamoral, III principe di Ligne[47]
- 1674 - Francisco Diego de Bazán y Benavides, V marchese di Santa Cruz (ad interim)[48]
- 1674-76 - Fadrique Álvarez de Toledo y Ponce de León, VII marchese di Villafranca del Bierzo[49]
- 1676-77 - Aniello de Guzmán y Carafa, jure maritali marchese di Castelo Rodrigo[50]
- 1677 - Eleonora de Moura, IV marchesa di Castelo Roderigo (governatrice)[51]
- 1677-78 - Luis Manuel Fernández Portocarrero y Guzmán, arcivescovo di Toledo (luogotenente ad interim)[52]
- 1678 - Vincenzo Gonzaga Doria[53][54]
- 1679-88 - Francisco de Benavides, IX conte di Santisteban del Puerto[55]
- 1688-96 - Juan Francisco Pacheco Téllez-Girón, V duca di Uceda[56]
- 1696-1701 - Pedro Manuel Colón de Portugal, VII duca di Veragua[57]

### Borbone di Spagna (1700-1713)

#### Viceré di Filippo IV di Sicilia (1700-1713)
Di seguito, l'elenco dei viceré di re Filippo IV di Sicilia (V di Spagna), primo rappresentante dei Borbone di Spagna:
- 1701-02 - Juan Manuel Fernández Pacheco, VIII marchese di Villena[58]
- 1702-05 - Cardinale Francesco del Giudice[59]
- 1705-07 - Isidro Melchor de la Cueva y Benavides, IV marchese di Bedmar[60]
- 1707-13 - Carlos Felipe Antonio Spínola Doria y Colonna, IV marchese di Los Balbases (anche noto come Felipe Antonio Spínola Doria y Colonna; in italiano come Filippo Antonio Spinola Colonna)[61][62][63]

### Savoia (XVIII secolo)

#### Viceré di Vittorio Amedeo di Sicilia (1713-1720)
- 1714-1718 - Conte Annibale Maffei per re Vittorio Amedeo di Sicilia (II di Savoia)

### Borbone di Spagna (1718-1720)

#### Viceré di Filippo IV di Sicilia (1718-1720)
- 1718-20 - Jean François de Bette, III marchese di Lede[64]

### Asburgo d'Austria (XVIII secolo)

#### Viceré di Carlo IV di Sicilia (1720-1734)
Di seguito, l'elenco dei viceré di re Carlo IV di Sicilia (VI imperatore):
- 1718-1722: Niccolò Pignatelli, VIII duca di Monteleone[65]
- 1722-1728: Joaquín Fernández de Portocarrero, IX conte di Palma del Río[66]
- 1728-1734: Cristóbal Andrés Fernández de Córdoba y Alagón, X conte di Sástago

### Borbone di Napoli

#### Viceré di Carlo V di Sicilia (1734-1759)
Di seguito, l'elenco dei viceré e dei presidenti del regno di re Carlo V di Sicilia (successivamente III di Spagna):
- 1734-37 - José Carrillo de Albornoz, I duca di Montemar[67]
- 1737-47 - Bartolomeo Corsini, principe di Sismano[68]
- 1747-54 - Eustachio di Laviefuille
- 1755-73 - Giovanni Fogliani Sforza d'Aragona, marchese di Pellegrino[69]

Presidenti del Regno:
- 1734 - Enrique Magdalena de Creuzy de Bénévent, II conte di Marcillac[70]
- 1735 - Pedro de Castro y Figueroa, I marchese di Gracia Real[71]
- 1754 – Giuseppe Grimau
- 1755 - Marcello Papiniano Cusani, arcivescovo di Palermo[72]

#### Viceré di Ferdinando III di Sicilia (1759-1803)
Di seguito, l'elenco dei viceré, dei presidenti del regno e dei luogotenenti di re Ferdinando III di Sicilia (successivamente Ferdinando I delle Due Sicilie):
- 1773 - Giorgio Corafà - viceré e Comandante in Capo delle forze napoletane fino al 1776[73]
- 1773-74 - Serafino Filangieri, arcivescovo di Palermo[74]
- 1774-80 - Marcantonio Colonna di Stigliano, III principe di Sonnino[75]
- 1781-86 - Domenico Caracciolo, III marchese di Villamaina[76]
- 1786-95 - Francesco d'Aquino, IX principe di Caramanico (viceré e capitano generale)[77]
- 1795-98 – Filippo Lopez y Royo, arcivescovo di Palermo (presidente e governatore)[78]
- 1798-1802 - Tommaso Firrao, principe di Luzzi (viceré e capitano generale)
- 1802-03 – Domenico Pignatelli di Belmonte, arcivescovo di Palermo

Presidenti del Regno
- 1768 - Egidio Pietrasanta, principe di San Pietro (in assenza del viceré Fogliani)
- 1774 - Serafino Filangieri, arcivescovo di Palermo
- 1778 - Antonio de Cordada y Brù (in assenza del viceré Colonna)
- 1784 - Francesco Ferdinando Sanseverino, arcivescovo di Palermo e di Monreale (in assenza del viceré Caracciolo)
- 1786 - Joaquín de Fonsdeviela y Ondeano - (presidente del Regno e generale delle armi in Sicilia)[79]
- 1794-95 - Filippo Lopez y Royo, arcivescovo di Palermo e di Monreale (presidente del Regno e capitano generale)
- 1802 - Domenico Pignatelli di Belmonte, arcivescovo di Palermo e di Monreale
- 1803-05 - Giovanni Battista Asmundo Paternò[80]

Luogotenenti generali di Ferdinando III di Sicilia (1803-1816)
- 1803-06 – Alessandro Filangieri, principe di Cutò (luogotenente e capitano generale)[81]
- 1812-1816 - Francesco di Borbone, duca di Calabria

### Borbone delle Due Sicilie

#### Luogotenenti di Ferdinando I delle Due Sicilie (1816-1825)
Di seguito, l'elenco dei luogotenenti di re Ferdinando I delle Due Sicilie:
- 1816-17 - Niccolò Filangieri, principe di Cutò
- 1817-20 - Francesco di Borbone, duca di Calabria
- 27 aprile 1820 - 19 luglio 1820 - Diego Naselli, principe d'Aragona[82]
- 1820-21 - Pietro Colletta e Vito Nunziante
- 1821 - Pietro Gravina
- 1821-24 - Niccolò Filangieri, principe di Cutò
- 1824-25 - Pietro Ugo, marchese delle Favare

#### Luogotenenti di Francesco I delle Due Sicilie (1825-1830)
- 1825- 8 novembre 1830 - Pietro Ugo, marchese delle Favare per re Francesco I delle Due Sicilie

#### Luogotenenti di Ferdinando II delle Due Sicilie (1830-1859)
Di seguito, l'elenco dei luogotenenti di re Ferdinando II delle Due Sicilie:
- 8 novembre 1830[83] - 1835 - Leopoldo di Borbone, conte di Siracusa
- 1835-37 - Antonino Lucchesi Palli, principe di Campofranco[84]
- 1837-40 - Josef Anton Tschudi, marchese di San Pasquale[85]
- 1840-48 - Luigi Nicola de Majo, duca di San Pietro (tenente generale)[86]
- 1849-55 - Carlo Filangieri, principe di Satriano (tenente generale)[87]
- 1855-59 - Paolo Ruffo di Bagnara, principe di Castelcicala[88]

#### Luogotenenti di Francesco II delle Due Sicilie (1859-1860)
Di seguito, l'elenco dei luogotenenti di re Francesco II delle Due Sicilie:
- 1859-60 - Paolo Ruffo di Bagnara, principe di Castelcicala
- 1860 (maggio-luglio) - Ferdinando Lanza

### Savoia (XIX secolo)

#### Dittatura garibaldina (1860)
- 14 maggio/2 dicembre 1860 - Giuseppe Garibaldi (dittatore)
  - Agostino Depretis (prodittatore) (20 luglio - 14 settembre 1860)
  - Antonio Mordini (prodittatore) (17 settembre - 2 dicembre 1860)

#### Luogotenenti di Vittorio Emanuele II di Savoia (1860-1862)
Di seguito, l'elenco dei luogotenenti di re Vittorio Emanuele II di Savoia:
- 2 dicembre 1860-14 aprile 1861 - Massimo Cordero di Montezemolo
- 14 aprile-5 settembre 1861 - Alessandro Della Rovere
- 5 settembre 1861-5 gennaio 1862 - Ignazio De Genova di Pettinengo